# Биокерамика
Биокерамика или биосовместимая нанокерамика, (англ. biocompatible nanoceramics или англ. nanostructured bioceramics) — наноструктурированный керамический материал, используемый в медицине для восстановления (замещения) поврежденных твёрдых тканей.

## Описание
Нанокерамика является неорганическим неметаллическим материалом, полученным в ходе высокотемпературного спекания индивидуальных частиц. Структура такого сплошного материала образована контактирующими друг с другом зёрнами размером от одного до нескольких сотен нанометров.
В медицинской практике (в ортопедии и травматологии, челюстно-лицевой хирургии, стоматологии) наиболее часто используют керамику на основе:
— β-трикальциевого фосфата Ca3(PO4)2, гидроксиапатита кальция Ca5(PO4)3OH;
— оксида алюминия Al2O3;
— оксида циркония ZrO2.
Керамика, по большей части, биологически инертна и не вызывает побочных клинических проявлений (например, воспаления или отторжения имплантата), поэтому её часто используют в качестве покрытий имплантируемых материалов.
Благодаря своей твёрдости она существенно улучшает износостойкость имплантатов, минимизирует их деградацию и образование иммуногенных микрочастиц и продуктов коррозии.
Гидроксиапатит и различные фосфаты кальция представляют некоторое исключение среди керамик с точки зрения биосовместимости. Эти материалы биологически активны, за счет чего способствуют взаимодействию костной ткани с имплантатом и улучшают регенерацию кости.